# Gish
Gish er debutalbummet fra Smashing Pumpkins og blev udgivet hos Caroline Records 28. maj 1991. I 1994 blev albummet remasteret og genudgivet hos Virgin Records, og i 2011 blev albummet genudgivet med bonusmateriale hos EMI. 
Gish blev indspillet i Wisconsin, USA mellem december 1990 og marts 1991. Bandet havde Butch Vig som producer, og han skulle efterfølgende producere Nirvanas næste plade, Nevermind. 
Smashing Pumpkins havde indspillet demoer siden bandets start i sommeren 1988. Særligt i 1989 fik bandet skrevet og indspillet et hav af materiale, der blev udgivet på forskellige demobånd i håbet om at få en pladekontrakt. Fra disse studieindspilningerne udgav de deres første single, "I Am One", i maj 1990 hos Limited Potential, mens Sub Pop Records udgav deres anden single, "Tristessa", i december 1990. Succesen af disse singler resulterede i sidste ende i en pladekontrakt hos Caroline Records. Da Smashing Pumpkins gik i studiet for at indspille sangene til Gish, genindspillede de både "I Am One" og "Tristessa", samt en række af de gamle demoer, heriblandt "Rhinoceros", "Bury Me" og "Daydream". 
Caroline Records håbede på, at pladen ville blive solgt i 30.000 eksemplarer så udgifterne på $20.000 kunne blive dækket. Gish debuterede som nr. 195 på |den amerikanske Billboard-hitliste og var efter lidt tid blevet solgt i mere end 700.000 eksemplarer. Pladen er gået platin i USA (1,17 million solgte eksemplarer). 
I november 2011 blev Gish genudgivet med en bonus-cd med ekstramateriale, samt en livekoncert på dvd. Genudgivelsen toppede som nummer 146 på Billboard-hitlisten og opnåede dermed en bedre placering i 2011 end originaludgivelsen 20 år tidligere. 
I forbindelse med udgivelsen af bandets syvende album Oceania i 2012 lavede musikmagasinet Rolling Stone en oversigt over de 20 bedste sange fra Smashing Pumpkins ud fra en omfattende afstemning blandt fans. På listen kom "Rhinoceros" ind som nummer 18 som det eneste nummer fra Gish. Ved bandets koncerter er "Siva", "I Am One", "Window Paine", "Bury Me" og "Rhinoceros" i nævnte rækkefølge de mest spillede numre live. 

## Skæringsliste
1. "I Am One"
2. "Siva"
3. "Rhinoceros"
4. "Bury Me"
5. "Crush"
6. "Suffer"
7. "Snail"
8. "Tristessa"
9. "Window Paine"
10. "Daydream"
11. "I'm Going Crazy" (skjult nummer)

## Singler
- Siva (1991)
- Rhinoceros (Lull ep, 1991)
- I Am One (1992)

## Band
- Billy Corgan (sang, guitar, producer)
- Jimmy Chamberlin (trommer)
- James Iha (guitar, sang)
- D'arcy Wretzky (bas, sang)

Gish er produceret af Billy Corgan og Butch Vig. Desuden spiller Chris Wagner violin på "Daydream", og Mary Gaines spiller cello på "Daydream". 

## Information
I et interview med Rockline i juli 1998 fortalte Billy Corgan, at albummet ikke er opkaldt efter skuespillerinden Lillian Gish. Derimod forklarede han, at albummet oprindeligt skulle have heddet Fish, men bandet ville ikke forvekles med Phish, og ændrede derfor begyndelsesbogstavet. "Tristessa" er det spanske ord for tristhed. 

## Salgstal
- USA: 1.167.569 (ifølge Nielsen SoundScan, december 2011) (platin)
- UK: 60.000 (sølv)

Det anslås, at Gish er blevet solgt i cirka to millioner eksemplarer verden rundt.

## Genudgivelse
Den 29. november 2011 blev Gish genudgivet samtidig med Siamese Dream. Foruden en remastered version af selve albummet indeholdt genudgivelsen også en bonus-cd med 18 ekstranumre, heriblandt forskellige demooptagelser og remixes fra Gish-æraen. Derudover inkluderede genudgivelsen også en livekoncert på dvd fra Metro i samme tidsperiode. Selv om Gish i 1991 gik ind som nummer 195 på den amerikanske Billboard-hitliste, nåede genudgivelsen af albummet endnu længere op i 2011 og toppede som nummer 146. 

### Bonus-cd:Trippin' Through the Stars
1. "Starla (2011 mix)"
2. "Siva (Peel Session)"
3. "Honeyspider (Reel Time Demos/2011 mix)"
4. "Hippy Trippy ("Crush" Music Box demo)"
5. "Snail (live radio performance)"
6. "Plume (2011 mix)"
7. "Bury Me (Reel Time Demos/2011 mix)"
8. "Daydream (Old House demo)"
9. "Tristessa (Sub Pop single/2011 mix)"
10. "Girl Named Sandoz (Peel Session)"
11. "Jesus is the Sun (Apartment demo)"
12. "Blue (Gish sessions demo)"
13. "Smiley (Gish sessions demo)"
14. "I Am One (Reel Time Demos/2011 mix)"
15. "Seam ("Suffer" Aparment demo)"
16. "La Dolly Vita (2011 mix)"
17. "Pulsczar (Gish sessions demo)"
18. "Drown (alternative guitar solo)"

### Live-dvd:Live at the Metro
1. "I Am One"
2. "Snail"
3. "Rhinoceros"
4. "Bury Me"
5. "Tristessa"
6. "Window Paine"
7. "Razor"
8. "Sookie Sookie"
9. "Godzilla"
10. "Crush"

## Outtakes
Billy Corgan havde skrevet mellem 50 og 100 sange, inden Smashing Pumpkins gik i studiet for at indspille Gish, men kun 11 kom med på selve pladen. Derudover blev der udgivet en samling af b-sider og outtakes med titlen Pisces Iscariot i 1994, som indeholdt yderligere 14 numre, hvoraf et par stykker af dem var fra indspilningerne til Gish. I 2011 blev der på genudgivelsen af albummet udgivet en bonus-cd med demoindspilninger fra albummet, heriblandt også en række tidligere ikke-udgivne numre. 
Nedenstående liste består af b-sider og outtakes, der ikke er at finde på de førnævnte udgivelser. Mange af sangene er såkaldte "pre-Gish-demoer", som blev indspillet længe før, bandet havde fået en pladekontrakt. Flere af sange er blevet udgivet af bandet selv på demobånd eller senere til fri download på internettet. De første selvudgivne demobånd – Nothing Ever Changes, Moon Demo og The Smashing Pumpkins – blev udgivet i 1988 og 1989. 
- "The Vigil"
- "Nothing and Everything"
- "Cross"
- "Holiday"
- "My Dahlia"
- "Sun"
- "Armed to the Teeth"
- "Bleed"
- "There It Goes"
- "My Eternity"
- "I Fall"
- "6234"
- "Screaming"
- "Under Your Spell"
- "Spiteface"
- "Oui Henri"
- "Time Has Come Today"
- "Egg"
- "C'mon"
- "East"
- "Jennifer Ever"
- "Psychodelic"
- "Snap (If I Could)"
- "Fat Man Blues"
- "She"
- "Offer Up"
- "I'll Never Change"
- "Vanilla"
- "A Trip Onto Bountiful"
- "I Am One II"
- "Alabaster"
- "Chump"
- "Razor"
- "Jesus Love His Babies"
- "Try to Try"
- "Translucent"
- "Worship"
- "Over You"
- "With You"